# Aziz de Corasmia
Ala ad-Din Aziz (persa: علاء الدين أتسز; nombre completo: Ala ad-Dunya wa ad-Din Abul-Muzaffar Atsiz Qizil Arslan ibn Muhammad) fue el segundo sah de Corasmia de 1127 a 1156. Era hijo de Qutb ad-Din Muhammad.
Aziz ascendió al poder después de la muerte de su padre en 1127. Durante la primera parte de su reinado se centró en asegurar Corasmia de los ataques nómadas. En 1138 se rebeló contra su soberano, el sultán selyúcida Ahmad Sanjar, pero fue derrotado en Hezarasp y obligado a huir. Sanjar instaló a su sobrino Suleiman Shah como gobernante de Corasmia y regresó a Merv. Aziz regresó, sin embargo, y Suleiman Shah no pudo aferrarse a la provincia. Luego atacó Bujará, pero en 1141 volvió a someterse a Sanjar, quien lo indultó y devolvió formalmente el control de Corasmia.
El mismo año en que Sanjar perdonó a Aziz, el khan de los Kara-Kitai Yelü Dashi derrotó a los selyúcidas en Qatwan, cerca de Samarcanda. Aziz se aprovechó de la derrota para invadir Jorasán, ocupando Merv y Nishapur. Yelü Dashi, sin embargo, envió una fuerza para saquear Corasmia, lo que obligó a Aziz a pagar un tributo anual.
En 1142 Aziz fue expulsado de Jorasán por Sanjar, quien invadió Corasmia al año siguiente y obligó a Aziz a volver al vasallaje, aunque Aziz continuó rindiendo homenaje al Kanato Kara Kitai hasta su muerte. Sanjar emprendió otra expedición contra Aziz en 1147 cuando este último volvió a ser rebelde.
En 1153 Sanjar fue derrotado y encarcelado por una coalición de tribus Oghuz, y Jorasán pronto cayo en la anarquía. La parte del ejército selyúcida que se negó a unirse al Oghuz proclamó al antiguo gobernante de los Qarajánidas, Mahmud Khan, como su líder. Mahmud buscó una alianza con Aziz contra el Oghuz, mientras que el hermano de Aziz, Ïnal-Tegin, ya en 1154 había saqueado una parte de Jorasán. Aziz y su hijo Il-Arslan partieron de Corasmia, pero antes de que pudieran obtener algún beneficio, Sanjar escapó de su cautiverio y restauró su gobierno. Aziz murió poco después, y fue sucedido en Corasmia por Il-Arslan.